# クレヨンしんちゃん 嵐を呼ぶ シネマランドの大冒険!
『クレヨンしんちゃん 嵐を呼ぶ シネマランドの大冒険!』（クレヨンしんちゃん あらしをよぶ シネマランドのだいぼうけん）は、インティ・クリエイツが開発し、バンプレストより2004年4月16日に発売されたゲームボーイアドバンス用ゲームソフト。
臼井儀人原作の『クレヨンしんちゃん』のキャラクターたちが動く横スクロールアクションゲーム（一部ボイスあり）。

## 概要
近所に新しくオープンしたカスカベ・シネマランドに遊びに来た野原一家は、選んだ映画の世界を冒険できるアトラクション「バーチャル・シネママシン」で遊ぶことになった。
ゲーム発売当時までに公開された映画11作品（2003年の『嵐を呼ぶ 栄光のヤキニクロード』までと、同時期公開の『嵐を呼ぶ!夕陽のカスカベボーイズ』をモチーフにしたミニゲーム）のダイジェストと、ストーリーに則したステージ（ステージによってはボス戦もあり）をクリアしていく。
アクション仮面などのコスプレアクションと、野原一家の助けを呼ぶファミリーアクションを駆使してステージを進む。ステージ途中かすかべ防衛隊からヒントをもらえる。

## クレヨンしんちゃん 嵐を呼ぶ シネマランド カチンコガチンコ大活劇!
『クレヨンしんちゃん 嵐を呼ぶ シネマランド カチンコガチンコ大活劇!』は、バンプレストより2008年3月20日に発売されたニンテンドーDS用ゲームソフト。バンプレスト最後のゲームタイトルであった。
GBA版の移植だが、新たにGBA版ではミニゲームのみだった映画12作目（『嵐を呼ぶ!夕陽のカスカベボーイズ』）から15作目（2007年の『嵐を呼ぶ 歌うケツだけ爆弾!』）までのステージ＋第16作目『ちょー嵐を呼ぶ 金矛の勇者』をモチーフとしたミニゲームを追加したほか、追加ステージにはタッチペンを使ったミニゲームが採用されている。
また、一部の劇場版キャラクター達に声が付いており、基本的に声優はライブラリ出演であるため、ゲーム発売時には故人となっていた声優が担当したキャラクター達も喋る。

## 登場キャラクター

### 野原家
GBA版とDS版両方ともボイスあり。
- しんのすけ（声 - 矢島晶子）
- みさえ（声 - ならはしみき）
- ひろし（声 - 藤原啓治）
- ひまわり（声 - こおろぎさとみ）
- シロ（声 - 真柴摩利）

### その他のキャラボイス（GBA版のみ）
主に敵キャラのボイスを担当。
- エネミーボイス（女声）宇和川恵美
- エネミーボイス（男声）江川央生
- エネミーボイス（女声）大本眞基子
- エネミーボイス（男声）鳥海勝美

### その他のキャラクター
一部のキャラのボイスはDS版のみ。
- アクション仮面（声 - 玄田哲章）
  - GBA版とDS版の両方とも声付きで登場。
- ぶりぶりざえもん（声 - 塩沢兼人）
  - GBA版とDS版の両方ともライブラリ出演である。DS版では台詞が増えている。
- 風間くん（声 - 真柴摩利）
- ネネちゃん（声 - 林玉緒）
- マサオくん（声 - 一龍斎貞友）
- ボーちゃん（声 - 佐藤智恵）
- 園長先生（声 - 納谷六朗）
- よしなが先生（声 - 高田由美）
- まつざか先生（声 - 富沢美智恵）
- 上尾先生（声 - 三石琴乃）
- 桜ミミ子（声 - 小桜エツ子）
- ヨシりん
- ミッチー
- ななこ
- しのぶ
- ネネママ
- 風間ママ
- マサオママ

### 劇場版キャラクター
ボイスはDS版のみ。基本的にはライブラリ出演であるが、新収録のものには☆をつけた。

#### アクション仮面VSハイグレ魔王
- ハイグレ魔王☆（声 - 野沢那智）

#### ブリブリ王国の秘宝
- スンノケシ王子☆（声 - 川田妙子）
- ルル・ル・ルル☆（声 - 紗ゆり）
- アナコンダ（声 - 富田耕生）
- ミスター・ハブ（声 - 中田浩二）

#### 雲黒斎の野望
- 吹雪丸☆（声 - 浦和めぐみ）
- リング・スノーストーム（声 - 佐久間レイ）
- ヒエール・ジョコマン（声 - 富山敬）
- 雲黒斎（声 - 加藤精三）

#### ヘンダーランドの大冒険
- トッペマ・マペット☆（声 - 渕崎ゆり子）
- ゴーマン王子（声 - 保志総一朗）
- マカオ（声 - 大塚芳忠）
- ジョマ（声 - 田中秀幸）
- カンタムロボ（声 - 大滝進矢）

#### 暗黒タマタマ大追跡
- ローズ☆（声 - 郷里大輔）
- ヘクソン（声 - 筈見純）
- 魔人ジャーク（声 - 青森伸）

#### 電撃!ブタのヒヅメ大作戦
- お色気☆（声 - 三石琴乃）
- マウス（声 - 石田太郎）
- 大袋博士（声 - 滝口順平）
- アンジェラ青梅☆（声 - 増岡弘）

#### 爆発!温泉わくわく大決戦
- 草津（声 - 小川真司）
- アカマミレ（声 - 家弓家正）
- 温泉の精（声 - 丹波哲郎）

#### 嵐を呼ぶジャングル
- パラダイスキング（声 - 大塚明夫）

#### 嵐を呼ぶ モーレツ!オトナ帝国の逆襲
- ケン（声 - 津嘉山正種）
- チャコ（声 - 小林愛）

#### 嵐を呼ぶ アッパレ!戦国大合戦
- 廉姫（声 - 小林愛）
- 井尻又兵衛由俊（声 - 屋良有作）
- 大蔵井高虎（声 - 山路和弘）

#### 嵐を呼ぶ 栄光のヤキニクロード
- ボス（声 - 石塚運昇）
- 白衣の男（声 - 石丸博也）
- 堂ヶ島少佐（声 - 徳弘夏生）

### DS版限定劇場版キャラクター

#### 嵐を呼ぶ!夕陽のカスカベボーイズ
- つばき（声 - 齋藤彩夏）
- ジャスティス・ラブ（声 - 小林清志）

#### 伝説を呼ぶブリブリ 3分ポッキリ大進撃
- ミライマン（声 - 村井国夫）

#### 伝説を呼ぶ 踊れ!アミーゴ!
- ジャッキー☆（声 - 渡辺明乃）
- アミーゴスズキ（声 - 池田秀一）
- アミーガスズキ（声 - 田島令子）

#### 嵐を呼ぶ 歌うケツだけ爆弾!
- 時雨院時常（声 - 京本政樹）
- お駒夫人（声 - 戸田恵子）

### その他の劇場版キャラクター
声はなし。
- Tバック男爵
- ス・ノーマン・パー
- サタケ
- ケツだけ星人

### ゲームオリジナルキャラクター
声はDS版のみ。
- 支配人（声 - 飯塚昭三）
  - GBA版のラスボス。アトラクション「バーチャル・シネママシーン」の支配人。
- シネ魔人（声 - 野沢那智）
  - DS版のラスボス。なんでも願いを叶える力「シネマジックエネルギー」が実体化した存在。
- ナレーション（声 - 増岡弘）